# Primera potència mundial
Es denomina primera potència mundial al país que ostenta el primer lloc quant a poder militar, riquesa econòmica i desenvolupament tecnològic. En termes de PIB nominal, força militar i tecnologia, es considera els Estats Units d'Amèrica com la primera potència mundial.

## Potències mundials anteriors

### Edad antiga
Egipte i Mesopotàmia van ser les primeres potencies conegudes al món. Totes dues es disputaren durant segles el domini sobre l'Orient Pròxim (principalment el territori de Palestina per ser un pas natura entre Àfrica i Àsia), juntament amb el món Hitita i, breument, el món Hurrita de Mitanni. Els pobles de la costa siro-palestina van ser vassalls alternativament d'Egipte i de Hatti.

#### Pròxim i Mitjà Orient
Assíria (ja destruït Mitanni) i Egipte van ser les potències bel·ligerants durant els segles XII al V a.C. Mentre els assiris es feien amb el control de la Mediterrània Oriental i Mesopotàmia, Egipte lluitava contra el poderós Imperi Hitita per dominar les regions de Síria i Palestina. A la caiguda de l'Imperi Hitita, Egipte reprengué la seva lluita contra Assíria en el seu intent per dominar la Mediterrània i l'Orient Pròxim, contant amb el suport de molts pobles palestins (entre ells, els Regnes d'Israel i Judà). No obstant això, Egipte acabà sotmès per la seva decadència que es vivia a l'interior de l'imperi. Assíria assolgué consolidar la seva supremacia a l'Orient Pròxim però per poc temps, atès que també vivia una etapa de clara decadència. L'Imperi Neobabilonic suplantà a l'Imperi Assiri i dominà Egipte i Mesopotàmia fins al sud d'Anatòlia (Turquia) i els monts Zagros. No obstant això, aquest imperi s'ensorrà davant l'incontenible pas de Medes i Aquemènides, que van conquistar Babilònia i van fundar el primer Imperi universal de la històriaː l'Imperi Persa.
L'Imperi Persa dominà 200 anys l'Orient Pròxim, des del riu Indo fins al Sudan. Però més tard, aquest imperi també s'ensorrà per causa de la impetuosa arribada dels exèrcits d'Alexandre el Gran, que unificant l'Imperi Persa i la Grècia post-clàssica, donà origen a quatre grans regnesː Egipte, Síria, Macedònia i Bactriana.

#### Grècia i Roma
Aquest regnes hel·lènics miraren de prendre el poder a l'Orient Pròxim (com ara Síria i Egipte en la seva lluita per controlar Palestina) i crear un Nou Imperi Hel·lènic. No obstant això, les seves ambicions es van veure truncades quan Roma (al centre d'Itàlia) es va anant apropiant de la Mediterrània i sometent als pobles del seu voltant, formant un immens imperi que a la mort d'Octavi August (14 d.C.) assolia Europa Occidental (fins Anglaterra) i del Sud (fins a la península Ibèrica), Àfrica del Nord (fins Sudan) i Palestina.
Roma passà a ser la major potència del món conegut, desbancant Egipte en la producció de cereals i Mesopotàmia en les rutes comercials, a Cartago com a poténcia marítima de la Mediterrània i a Grècia com a centre literiari i filosòfic de l'època. Amb Trajan i Hadrià, Roma s'estengué fins al Caucas i la mar Càspia, arribant també fins a Kuwait al golf Pèrsic. La base del poder romà, com ara els antics imperis assiri i egipci, descansava en la fortalesa del seu exèrcit, la producció i diversitat econòmica, la seva avançada tecnologia i una burocràcia centralitzada i estable. L'Imperi Romà arribà a comercialitzar amb la llunyana Xina i Índia, a construir immensos monuments i aqüeductes, ciutats fortificades i muralles impenetrables; a sotmetre pobles i dominar l'economia de la Mediterrània i de les civilitzacions del seu voltant, a construir carreteres i camins que enllaçaven la capital romana amb tots els pobles i ciutats de la Mediterrània.
Però la grandesa de l'Imperi Romà es desestabilitzà després de la mort de Marc Aureli (121-180 d.C.). L'ascens de Còmmode (180-192 d.C.) marcà la fi de l'etapa d'ordre i prosperitat i l'inici de "les crisis de l'Imperi Romà".
Durant el segle iii es va fer evident l'ensorrament de l'autoritat imperial i da decadència de l'imperi. Van se anys d'anarquia, opressió, estancament de les activitats econòmiques i revoltes militars i camperoles. El debilitament progressiu de l'imperi encoratjà als pobles bàrbars a envaïr els territoris de Roma. Al segle iv, l'avanç es va fer incontenible i molts d'ells acabaren desmembrant l'Imperi Romà d'Occident.
El 395 d.C. a la mort de Teodosi, es divideix definitivament l'Imperi Romàː a Honori le correspon l'Imperi Romà d'Occident, amb capital en Milà i Roma, mentre que al seu fill Arcadi li corresponia l'Imperi Romà d'Orient amb capital en Constantinoble. A diferència de l'Imperi Romà d'Occident, que estava enfonsat en una profunda decadència, l'Imperi d'Orient tenia prosperitat econòmica i no havia sofert invasions, ja que pagava tributs als pobles bàrbars, allunyant-los de les seves fronteres.
El 410 d.C. Alaric I, un cabdill visigot, saqueja la ciutat de Roma després de 800 anys de la darrera invasió exitossa a l'imperi a càrrec dels gals de Brenon. Aquest saqueig és considerat com una de les fites camí a la fí de l'Imperi Romà d'Occident. Odoacre, cap dels hèruls (poble bàrbar) arrasà Roma el 476 d.C., destronà l'emperador Ròmul Augúst i posà fí a l'Imperi Romà aquell any. L'Imperi d'Orient sobreviuria 10 segles més, però sense característiques romanes.

#### Imperi Xinés
L'Imperi Xinès durant la dinastia Han tenia una població similar a la de l'Imperi Romà i una àrea d'influència de la mateixa mida. Si bé no hi ha xifres detallades de potencial econòmic, històricament entre els segles XV i XIX la economia xina tingué una producció superior a la d'Europa, per la qual cosa és argüible que militar, econòmica i demogràficament l'Antiga Xina era una superpotència comparable a l'Imperi Romà.

### Edat mitjana
Amb la caiguda de l'Imperi Romà desaparegué la unitat de civilització que durant segles imposaren els romans al món mediterrani. En cada regió de l'antic imperi va sorgir un regne germànic independent.
Al segle v, l'Imperi Romà d'Orient va deixant de ser la continuació del poderós Estat de l'antiguitat. Es va convertir en un imperi grec i oriental. La producció econòmica es desenvolupà en regions no afectades per les invasions, els regnes germànics tingueren necessitat de comprar infinitat de productes a l'Imperi Romà d'Orient i se suavitzaren les lleis que feien hereditàries les professions. Amb Justinià I s'inicià l'etapa d'esplendor de l'Imperi Romà d'Orient, recuperant Itàlia, el sud de la península Ibèrica i el nord d'Àfrica. Durant anys, la mar Mediterrània quedà baix el poder de l'Imperi Romà d'Orient. Malgrat això, les enormes despeses del regnat de Justinià deixaren en molt mal estat les finances del país, que perdria gran part dels seus territoris a principis del segle vii i entraria en una greu crisi que s'allargaria durant diversos segles.
Al segle iii, a Pèrsia s'havia format l'Imperi Sassànida que durant els següents segles s'enfrontaria a Roma en nombroses ocasions, que culminarien en la guerra de 603-628. Aquest conflicte acabà en una tornada al statu quo, deixant les dues majors potències de llavors completament esgotades, quedant exposades a l'expansió musulmana. Bizanci perdria tot el nord d'Àfrica i Síria i Pèrsia sucumbiria davant l'islam.
El Califat va ser la primera potència el món conegut durant els segles VII al IX, atès que el seu immens imperi abastava Àfrica del Nord, la península Ibèrica, Palestina, Síria, Anatòlia, Mesopotàmia, Egipte i Pèrsia, fins al riu Indo. Les seves conquestes van ser detingudes a Europa quan Carles Martell i els francs els derrotaren a Poitiers el 732, encara que per a llavors segurament l'Imperi Àrab havia arribat al límit de les seves possibilitats geogràfiques. Després del Califat de Harun al-Raixiid, l'imperi entrà en un període de descomposició interna. Cap al segle x el Califat caigué en mans de la dinastia iraní dels Buwàyhides, sent a partir de llavors les majors potències islàmiques els successius Estats iraniansː dinasties Selyúcida, Shas de Jorezm, Il-Khanat, Timúrides i Safàvides. El Califat de Còrdova, el Califat de Marràqueix, l'Imperi Egipci baix les dinasties Fatimí, Ayyubí i Mameluca i l'Imperi Turc.
L'empobrida Europa Occidental va veure nàixer una gran potènciaː l'Imperi Carolingi, creat per Carlemany entre 800 i 814. La seva existència va ser curta, atès que a la mort del seu descendent Lluís I el Pietós el 864, els seus fills es van repartir l'imperi, donant origen a tres grans nacionsː França a l'occident, Germània (actual Alemanya) i Lotaríngia (actual Itàlia). Aquest imperi creà els arrels per a futures potències occidentals de l'Europa dels Segles XVI al XX.
Durant l'Alta Edad Mitjana sorgeixen noves potències a l'est d'Europa, com ara el Ducat de Kiev i el Sacre Imperi Romanogermànic. Altres potències destacades de l'Europa feudal van ser el Califat Omeia a la península Ibèrica i els Estats Pontificis al centre d'Itàlia.
Els Estats Pontificis deuen el seu poder i prestigi per ser la Santa Seu de l'Església Catòlica i del Papa. Aquest regne travessà diverses dificultats al llarg de l'Alta Edat Mitjana com ara la crisi dels segles X al XII i el famós Cisma d'Occident.
A principis del segon mil·lenni, Bizanci viuria una nova edat d'or baix Basili II, recuperant gran part dels Balcans i ampliant les seves fronteres davant l'islam. Aquesta bonança acabaria amb l'arribada dels Selyúcides a l'Orient Pròxim, que arrabassarien Anatòlia a l'Imperi Romà d'Orient, deixant-lo en una lenta agonia fins a la seva desaparició a mitjans del segle xv.
A l'Extrem Orient, Índia i Xina visqueren canvis dramàticsː A l'Índia, el príncep Harscha assolí restaurar la unitat imperial al nord del país per poc temps. el Decan al sud passà a ser el centre literari i artístic, substituint les planes de l'Indo i el Ganges. Vençuda la resistència del nord, es creà el Sultanat de Delhi, cèlebre per l'esplendor de la cort de Delhi, el luxe desmesurat, mesquites i sepulcres. Aquest imperi s'ensorrà al segle xvi.
Xina conegué un període de gran apogeu polític i cultural amb la Dinastia Tang, en la mateixa època que el Califat Àrab i posteriorment amb la arribada de la Dinastia Song es produí una proto-industrialització basada en una metal·lúrgia de gran qualitat, la qual cosa va dur una gran quantitat d'avanços tecnològics.
Al nord de la Gran Muralla Xinesa, els mongols van ser unificats per Genguis Kan (1167-1227) i llançats a la conquesta de l'Àsia central, Sibèria Austral, el Ducat de Kiev, Mesopotàmia, el Nord de l'Índia i Xina, que serà dominada durant un segle pels mongols, però un revolta el 1368 durà al poder la Dinastia Ming fins 1644.
L'Imperi Mongol es converteix en el més extens del món, amb una superfície d'uns 30 milions de km², superant el també extens Imperi Espanyol en el seu apogeu. Els mongols acabaren amb l'Imperi iraní dels Shas de Jorezm amb un dels majors genocidis de la història, el Ducat de Kiev i el Regne de Polònia. Però la immensitat de la seva superfície i la manca de comunicacions i relacions duradores va fer que es dividís en petits Estats o Khanats, cadascun dels quals tractà d'engrandir-se i crear un extens imperi. Tamerlà creà un vast imperi a l'Àsia central i Nord de l'Índia i Iran, amb capital en Samarcanda.
L'Imperi Otomà sorgiria al segle xiv de la desmembrament del Sultanat de Rum i malgrat sofrir una gran derrota a mans de Tamerlà el 1403, els hereus d'Osman I es recuperarien de forma espectacular, prenent Constantinoble i sometent els Balcans durant la resta del segle.

### Edat Moderna
A principis de l'Edat Moderna, la Xina era la major potència mundial, ja que la seva tecnologia era la més avançada del món i la seva població la major entre 160 i 200 milions d'habitants. Alguns historiadors descriuen als Ming com a "una de les majors eres de govern disciplinat i estabilitat social de la història humana". Baix el govern dels Ming es construí una vasta flota i un extens exèrcit permanent d'un milió d'efectius. Encara que ja s'havien dut a terme expedicions comercials i diplomàtiques des de la Xina en períodes anteriors, la flota tributària de l'almirall eunuc musulmà Zheng He durant el segle xv superà a totes les demés en mida. Es realitzaren nombrosos projectes de construcció, incloent-hi el Gran Canal, la Gran Muralla i la fundació de la Ciutat Prohibida a Pequín durant el primer quart del segle xv.
Per altra banda, la Xina participava de la major zona de comerç mundial de l'època, l'oceà Índic, amb els seus vèrtex principals -Egipte, l'Índia i Xina-, exercint els comerciants àrabs el principal monopoli, fins que van ser desplaçats pels portuguesos a principis del segle xvi.
A l'acabament de l'edat mitjana els portuguesos i els castellans havien iniciat una sèrie d'expedicions per a crear rutes econòmiques cap a l'Índia. Una d'aquestes expedicions va ser la de Cristòfor Colom que, al servei de Castella va descobrir Amèrica el 12 d'octubre de 1492. Aquest descobriment inicià l'ascens de la Monarquia Hispànica a l'escena internacional. Després de la unió dinàstica de les Corones de Castella i l'Aragó per part dels Reis Catòlics, els territoris de la Monarquia Hispànica començaren a expandir-se vertiginosament.
Durant el segle xvi, Àustria, Bohèmia, Hongria, Alemanya, els Països Baixos, Portugal, enclavaments a Itàlia i gran part del nord d'Àfrica estarien sota el domini del monarca hispànic en algun moment. A aquesta superioritat política s'afegiria la econòmica amb les enormes riqueses que provenien dels territoris conquerits al nou món i la militar gràcies a l'enorme eficàcia dels Terços Espanyols, invencibles durant quasi 150 anys al camp de batalla. L'Imperi Espanyol s'expandí notablement enfrontant a l'Imperi Inca (el més extens dels Estats a tota l'Amèrica precolombina) trobant-lo en fratricida guerra civil, annexant-se'l juntament a altres territoris americans.
Amb aquestes conquestes sense precedents en el vell món i en el nou món, l'Imperi Espanyol es convertí en el primer imperi global a la història de la humanitat. La cima del poder hispànic es pot situar en 1588, quan Felip II intenta, sense èxit, envair Anglaterra amb l'Armada Invencible. Per a llavors, la Monarquia Hispànica era la indiscutible primera potència d'Europa i del món.
Als Balcans, l'Imperi Otomà havia seguit la seva imparable expansió, conquerint Egipte i Mesopotàmia. Durant el regnat de Solima I el Magnífic arribà a la seva cima de poder, derrotant el Rei d'Hongria a la batalla de Mohács i llançant-se cap a Viena, ciutat que no aconseguiria ser presa. Ho intentaries de nou tres anys més tard amb igual resultat. Després de veure frenada la seua expansió cap a Alemanya, l'Imperi Turc continuaria la seua expansió per la Mediterrània, assolint els seus dominis fins al Marroc, entrant en conflicte amb la Monarquia Hispànica. Tots dos poders navals s'enfrentarien el 1571 a la batalla de Lepant, amb victòria cristiana.
Totes dues potències, amb Espanya per davant, dominaren el món durant el segle xvi i el seu poder declinaria a mitjans del segle següent.
La Guerra dels Trenta Anys, que es va iniciar com un conflicte religiós, acabaria desembocant en un llarguísim conflicte pel domini d'Europa, que supondria un enorme desgast per a la Monarquia Hispànica que després de la Pau de Westfàlia i el Tractat dels Pirineus veuria reduïts de forma sensible els seus territoris a Europa. Llavors, la economia del país ja duia anys en crisi, agreujada per l'enorme inflació derivada de l'or d'Amèrica, fenomen econòmic nou al món. Després de la Guerra de Successió Espanyola, el territori espanyol a Europa es veuria reduït als peninsulars, la qual cosa, juntament al fet que cada vegada arribava menys or d'Amèrica i la població decrecia, deixaren Espanya molt debilitada.
Quant a l'Imperi Otomà, entraria en un estancament crònic a partir de 1600, amb sultans cada vegada més ineptes i una administració cada vegada més ineficient. Malgrat això, els seus territoris seguien intactes i, amb això, el seu poder polític, fins 1683, any en què es realitzà un nou intent de prendre Viena, que acabaria en una tremenda derrota i en la pèrdua de gran part dels territoris europeus turcs. La decadència de l'imperi continuà durant el segle xviii, on els seus territoris es van veure reduïts encara més, sobre tot a costa de Rússia.
Després de la victòria front Espanya, França va ser la potència hegemònica d'Europa durant la segona meitat del segle xvii i gran part del xviii. La seva època de màxima esplendor va ser el regnat de Lluis XIV, aconseguint entre altres coses, expandir el seu poder dinàstic, col·locant als Borbons al front de la península després de vèncer en la Guerra de Successió Espanyola.
Per altra banda, Gran Bretanya iria a poc a poc afermant el seu poder al món, gràcies al potencialment de la seva armada i al augment de les seves possessions colonials. França i Gran Bretanya lluitarien a la Guerra dels Set Anys per la hegemonia sortint victoriosa la segona. Malgrat que Gran Bretanya no era una potència militar com ara els francesos, l'inici de la Revolució Industrial la situà al front de les economies europees i a mesura que avançava el segle xviii i malgrat la pèrdua de les colònies americanes, la seva superioritat econòmica es va fer fent cada vegada més patent.

### Edat Contemporània
Cap a la fi del segle xviii la Revolució Francesa i la subsegüent expansió continental de França truncà l'equilibri europeu que tant desitjava Gran Bretanya. Els francesos, liderats per Napoleó, aconseguiren subjugar de manera efectiva pràcticament tota l'Europa continental en el curs de la Gran Guerra Francesa. La màxima expansió dels dominis francesos va ser el 1811, any en què només Gran Bretanya es lliurava de França, sotmesa malgrat això a un terrible bloqueig continental. Finalment, Napoleó seria derrotat en la batalla de Waterloo i les potències europees es reunirien a Viena per a re-dibuixar el mapa d'Europa.
El Regne Unit i Rússia sortiren com als grans poders després del Congrés de Viena.
Àustria-Hongria va ser un Estat europeu creat el 1867 després del Compromís austrohongarés que reconeixia el Regne d'Hongria coma una entitat autònoma dins de l'Imperi Austriac, a partir d'aquell moment denominat Imperi Austrohongarés, que en paraules de l'historiador Treitschke era "l'enorme propietat de la família Habsburg" en la qual vivien una dotzena de pobles. El 1914 tenia una extensió de 675.936 km², contava amb 52.799.000 habitants i era considerat com una de les grans potències al marc internacional.
Després de la batalla de Trafalgar, durant la Guerra de la Tercera Coalició, el Regne Unit es va assegurar el control dels mars durant el següent segle. La superioritat industrial britànica durant la primera meitat del segle xix va ser també evident i el país es va afermar com a primera potència mundial. Durant aquest segle el territori britànic també es va agrandir, fins a dominar quasi un quart de la Terra al final del segle. Però, malgrat veure augmentat el seu imperi, altres països, com ara Alemanya o els Estats Units van anar a poc a poc assolint en potència industrial al Regne Unit, fins que al terminar l'Era Victoriana, els temps de domini econòmic britànic del món havien terminat ja.
Rússia sortiria de les guerres napoleòniques com una de les principals potències europees, però a mesura que van passar els anys, la immobilitat del règim absolut del Zar i la nula industrialització del país van fer que, a principies del segle xx, malgrat haver augmentat els seus territoris a Àsia i contar amb un dels exèrcits més grans del món, es veiés incapaç de vèncer a una naixent potència com ara el Japó.
El segle xix presencià el sorgiment de dues noves potènciesː Alemanya i els Estats Units.
Alemanya es formà després de vèncer França en la Guerra Francoprussiana entrant al primer pla de la política del continent. El seu poder militar i la seva potent industrialització durant la segona revolució industrial la feien de facto la primera potència poc abans de l'esclat de la Primera Guerra Mundial, on seria derrotada.
Els Estats Units van començar a independitzar-se del Regne Unit des del 1775, però seria després de la seva Guerra Civil, des del 1865, quan va començar el seu veritable boom industrial i de receptor d'immigració. El creixement industrial nord-americà va ser tal que abans de terminar el segle la seva economia ja produía mès que la britànica. Però, encara no estava considerada una de les grans potències, ja que tenien poc pes militar i polític. Va ser durant el govern de Theodore Roosevelt quan allò canvià i, després de la victòria juntament a la triple entesa a la Primera Guerra Mundial va ser reconeguda com a la nova potència hegemònica.
La Revolució Russa el 1917 va veure néixer el primer Estat comunista del món, la Unió Soviètica, que començà a destacar com a potència durant els anys 30, on gaudia de bonança mentre que el món capitalista estava immers en la Gran Depressió. En gran part gràcies a l'efecte d'aquesta, Adolf Hitler aconseguí situar-se com a Canceller d'Alemanya als anys 30, duent al país de nou a l'escena internacional i provocant la Segona Guerra Mundial amb la que aconseguí posicionar-se com una superpotència al conquerir quasi la totalitat d'Europa. Després de la guerra, els grans vencedors van ser els Estats Units i la Unió Soviètica, consolidant-se com a superpotències i dividint el món en dos blocs afins, enfrontant-se en la Guerra Freda durant els següents 50 anys. Finalment, el 1991, la dissolució de la Unió Soviètica deixà els Estats Units coma única superpotència, encara que la Unió Europea ha sigut considerada com a tal, aquest lloc es veu seriosament amenaçat per la crisi mundial i el augment d'economies emergents, com ara el cas de la Xina, que avui és considerada com a superpotència. Des de l'any 2014, la major economia del món en termes de paritat de poder adquisitiu és la República Popular Xinesa en sobre passar als Estats Units, afectat en gran part per la Gran Recessió de la primera dècada del segle xxi, al temps que l'economia xinesa gaudia d'un període de gran expansió.

## Cronologia
Imperis i nacions que en el transcurs de la història han gaudit de influència política, militar, cultural i econòmica suficient per a ser considerades potències i superpotències.
| Des de     | Fins a    | Potència o superpotència        | Potència o superpotència        | Potència o superpotència        |
| -2700      | -2334     | Imperi EGIPCI                   |                                 |                                 |
| -2334      | -2192     | Imperi EGIPCI                   | Imperi ACADI                    | Imperi ACADI                    |
| -2192      | -1070     |                                 | Imperi ACADI                    | Imperi ACADI                    |
| -1070      | -671      | Imperi ASIRI                    | Imperi ASIRI                    | Imperi ASIRI                    |
| -616       | -550      | Imperi NEOBABILÒNIC             | Imperi NEOBABILÒNIC             | Imperi NEOBABILÒNIC             |
| -550       | -330      | Imperi PERSA                    | Imperi PERSA                    | Imperi PERSA                    |
| -330       | -198      | Imperi GREC o MACEDÒNIC         | Imperi GREC o MACEDÒNIC         | Imperi GREC o MACEDÒNIC         |
| -198       | 400       | Imperi ROMÀ                     |                                 |                                 |
| Segle VI   | Segle VI  | Imperi ROMÀ                     | Imperi ROMÀ D'ORIENT            | Imperi ROMÀ D'ORIENT            |
| Segle VII  | Segle VII | Imperi ROMÀ                     | Imperi ÀRAB o MUSULMÀ           | Imperi ÀRAB o MUSULMÀ           |
| Segle IX   |           | Imperi ROMÀ                     | Imperi FRANC o CAROLINGI        | Imperi FRANC o CAROLINGI        |
| 901        | 1105      | Imperi ROMÀ                     |                                 |                                 |
| Segle XIII |           | Imperi MONGOL                   | Imperi MONGOL                   | Imperi MONGOL                   |
| 1450       | 1492      | Imperi TURC                     |                                 |                                 |
| 1492       | 1571      | Imperi TURC                     | Imperi ESPANYOL                 |                                 |
| 1571       | 1648      |                                 | Imperi ESPANYOL                 |                                 |
| 1648       | 1714      | Imperi FRANCÉS                  | Imperi ESPANYOL                 |                                 |
| 1714       | 1805      | Imperi FRANCÉS                  | Imperi ESPANYOL                 | Imperi BRITÀNIC                 |
| 1805       | 1811      |                                 | Imperi ESPANYOL                 | Imperi BRITÀNIC                 |
| 1811       | 1938      |                                 |                                 | Imperi BRITÀNIC                 |
| 1939       | 1945      | ALEMANYA NAZI i Imperi del JAPÓ | ALEMANYA NAZI i Imperi del JAPÓ | ALEMANYA NAZI i Imperi del JAPÓ |
| 1945       | 1991      | ESTATS UNITS                    | UNIÓ SOVIÈTICA                  | UNIÓ SOVIÈTICA                  |
| 1991       | avui      | ESTATS UNITS                    |                                 |                                 |